# Тунель
Тунель (пол. Tunel) — узловая пассажирская и грузовая железнодорожная станция в деревне Унеюв-Рендзины в гмине Харшница, в Малопольском воеводстве Польши. Имеет 1 платформу и 2 пути.
Станция была построена в 1885 году на линии Ивангородо-Домбровской железной дороги (Ивангород — Радом — Бзин — Сухеднев — Кельцы — Хенцины — Мехов — Тунель — Вольбром — Олькуш — Славков — Домброва) с шириной русской колеи.
Теперь на участке Тунель — Вольбром — Олькуш — Буковно — Славков является линия Тунель — Сосновец-Главный, на участке Радом — Скаржиско-Каменна — Кельце — Тунель — Мехув с 1934 года ведёт линия Варшава-Западная — Краков-Главный.